# La Prise de Beverly Hills
Pour plus de détails, voir Fiche technique et Distribution.
La Prise de Beverly Hills (The Taking of Beverly Hills) est un film américain, réalisé par Sidney J. Furie, sorti en 1991.

## Synopsis
Un joueur de football réputé s'emploie, avec l'aide d'un officier de police repenti, à délivrer la ville de Beverly Hills d'un cambriolage astucieux orchestré par une bande d'anciens flics véreux.

## Fiche technique
- Titre français : La Prise de Beverly Hills
- Titre original : The Taking of Beverly Hills
- Réalisation : Sidney J. Furie
- Scénario : Rick Natkin, David Fuller & David J. Burke
- Musique : Jan Hammer
- Photographie : Frank E. Johnson
- Montage : Antony Gibbs (en)
- Production : Graham Henderson
- Société de production : Nelson Entertainment
- Société de distribution : Columbia Pictures
- Pays de production :  États-Unis
- Langue : anglais
- Format : couleur - Dolby - 35 mm - 2.35:1
- Genre : action
- Durée : 91 min
- Dates de sortie :
  - États-Unis : 11 octobre 1991
  - France : 10 juin 1992

## Distribution
- Ken Wahl (VF : Michel Vigné) : David 'Boomer' Hayes
- Matt Frewer (VF : Jean-Philippe Puymartin) : l'officier Ed Kelvin
- Harley Jane Kozak (VF : Frédérique Tirmont) : Laura Sage
- Robert Davi (VF : Daniel Beretta) : Robert Masterson
- Lee Ving James (VF : Michel Paulin) : Varney
- Branscombe Richmond (VF : Mostéfa Stiti) : Benitez
- Lyman Ward : le chef Healy
- William Prince (VF : Edmond Bernard) : Mitchell Sage
- Tony Ganios : l'homme de l'EPA
- Ken Swofford (VF : Michel Fortin) : le coach
- Raymond Singer (VF : Yves Barsacq) : M. Tobeason
- Michael Alldredge (VF : Roger Lumont) : le sergent dispatcher
- George Wyner (VF : Daniel Brémont) : le maire de Beverly Hills